# Carl Ottosen (læge)
 Der er flere personer med dette navn, se Carl Ottosen.
Carl Jacob Ottosen (26. juli 1864 i Elling Sogn ved Frederikshavn – 12. maj 1942 i Skodsborg) var en dansk læge, foredragsholder, redaktør og helsepionér samt grundlægger af Skodsborg Badesanatorium og Frydenstrand Badesanatorium.
Carl Ottosen, som han hed i daglig tale, blev født på gården Vester Sortkær i Elling Sogn i Vendsyssel som søn af gårdejer Otto Christian Jensen og Ane Johanne Christensen som den femte i rækken af otte børn. 
Som barn skilte han sig ud fra andre børn, idet han ikke var tilfreds med at kun gå i skole to dage om ugen, hvilket var normen den gang. Han fik derfor tilladelse til at også følge undervisningen på en naboskole, og kunne derved opnå fire undervisningsdage om ugen.
Manglende lyst til at blive landmand som hans forældrene og hans brødre var, medførte, at han kort efter sin konfirmation flyttede til København for at uddanne sig til dyrlæge. Her kom han gennem den dansk-amerikanske pastor A. Brorson (en ætling til salmedigteren Hans Adolph Brorson) i forbindelse med trossamfundet Syvende Dags Adventisterne, og følte sig tiltrukket af deres troslære og vegetariske livsstil.
Carl Ottosen afbrød sine dyrlægestudier, og rejste til USA, hvor han mødte lægen og sundhedsreformatoren John Harvey Kellogg, hvis bror er kendt for Kellogs Cornflakes. Her arbejdede han sammen med John Harvey Kellogg i dennes Health Reform Institute, det senere Battle Creek Sanatorium, hvor han stiftede bekendtskab med fysioterapi og diætbehandling.
Han opdagede at frisk luft, vand, lys, massage, gymnastik, elektricitet og en rationel diæt havde både helbredende og forebyggende effekt, og rejste derfor tilbage til København for at uddanne sig til læge. I 1896 tog han sin lægeeksamen ved Københavns Universitet, hvorefter han endnu en gang rejste til USA. Her blev han den 10. april 1897 gift med den norske sygeplejerske og massøse Johanne Pauline Ottosen (1864-1921), som han havde mødt på Battle Creek Sanatorium. Sammen fortsatte de studierne i USA, hvorpå de rejste til Tyskland og beså forskellige vandkuranstalter.

## Sanatorierne
I Danmark grundlagde Carl Ottosen Nordisk Philantropisk Selskab, og med det som økonomisk garant kunne han overtage store dele af den nye højskole, der i 1894 var blevet bygget ved Frydenstrand i Frederikshavn. Dermed var Frydenstrand Badesanatorium blevet en realitet.
I formålsparagraffen for Nordisk Philantropisk Selskab kunne man læse:
"Selskabet skal have til formål at virke for oplysning om sund levevis, for at komme de såkaldte kroniske syge til hjælp ved diætistisk og fysikalisk terapi".
Efter at højskolen måtte lukke af økonomiske årsager, overtog Carl Ottosen hele bygningen, og kunne udvide bedriften. I 1898 grundlagde han Skodsborg Badesanatorium ved Øresunds kyst 15 km nord for København, og indtil sin død fungerede han som leder og overlæge ved begge sanatorier. Han oprettede endvidere Fysisk Kuranstalt i Store Kongensgade i København.
Johanne Pauline Ottosen dør i 1921, og den 5. juli 1923 bliver han gift med lærerinden Carla Amalie Kristine Ottosen (1886-1959).
Carl Ottosen var en fremragende taler, og rejste på foredragsturneer i hele Norden, hvor han påpegede det gavnlige i at lægge sin livsstil og levevis om. Han oprettede en skole for fysioterapi i forbindelse med sine sanatorier, og fik på den måde sine ideer om en sundere levevis bredt ud i hele Skandinavien.
Jeppe Aakjær, der på et tidspunkt af en læge havde fået konstateret koldbrand i begge ben, og var stillet en amputation i udsigt, tilbragte en tid ved Frydenstrand, og kunne rejse derfra med begge ben i behold. I taknemmelighed over Carl Ottosens arbejde sendte han følgende lille digt til ham:
"Kære dr. Carl Ottosen
De bar mig bort fra dødens sorte vande
med livets solglans på den høje pande.
I beundring og tak
Deres hengivne Jeppe Aakjær"
På Frydenstrand Badesanatorium holdt han nordiske sundhedsuger, og stedet blev besøgt af tidens politikere, forretningsfolk, skuespillere og kulturpersonligheder. Holger Drachmann var blandt de gæster, der vendte tilbage flere gange, ligesom den senere statsminister Thomas Madsen-Mygdal også var gæst ved sanatoriet.
Carl Ottosen var redaktør ved Sundhedsbladet i 45 år, og han skrev bogen "Hold dig ung" i 1940.
I Frederikshavn er Overlæge Ottosensvej opkaldt efter Carl Ottosen.

## Eksterne link og kildehenvisninger
- Carl Ottosen på gravsted.dk
- Frydenstrand – fra storhed til forfald, H. C. Hansen, Dafolo Inprint 1989
- Carl Ottosen (1864-1942) Arkiveret 27. september 2007 hos  Wayback Machine
- Skodsborg Badesanatoriums Udvikling Arkiveret 15. december 2010 hos  Wayback Machine
- Dansk Kvindebiografisk Leksikon – Johanne Ottosen
- Dansk Kvindebiografisk Leksikon – Carla Ottosen